# Directoire civilo-militaire

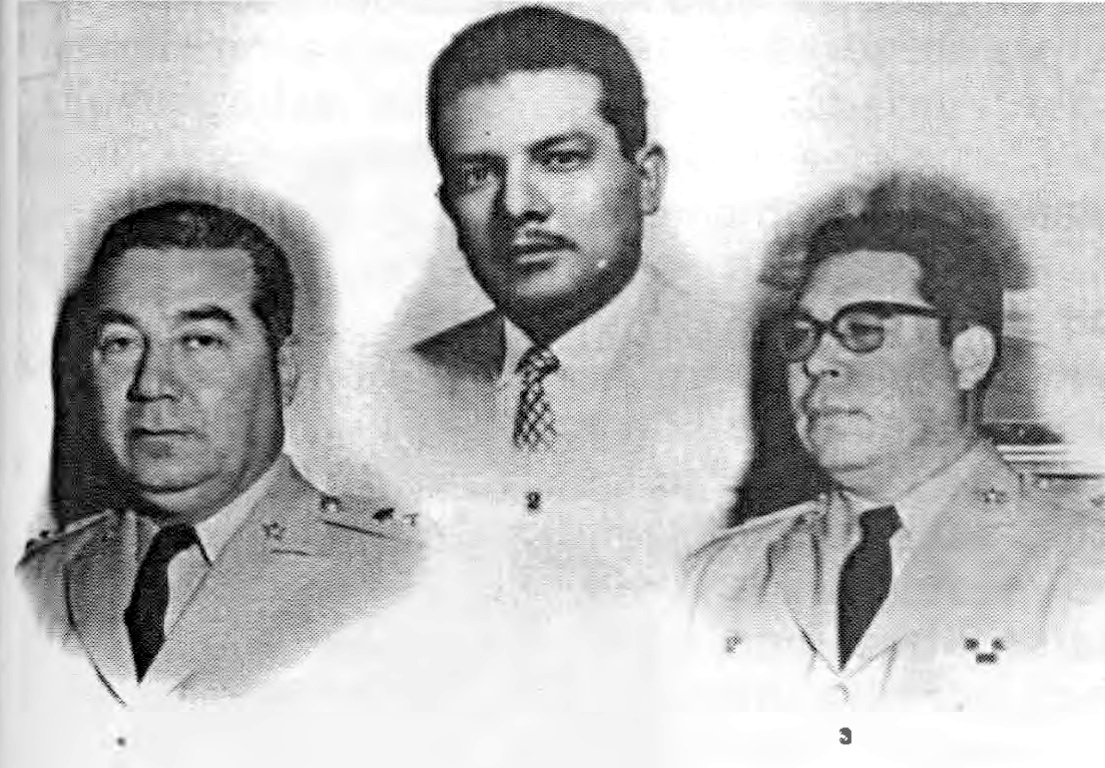
Les trois derniers membres de la directoire civilo-militaire de Salvador. De gauche à droite: Aníbal Portillo, Feliciano Avelar et Mariano Castro Morán.

Le Directoire civilo-militaire (en espagnol : Directorio cívico-militar) est une structure politique qui dirige le Salvador du 25 janvier 1961 au 26 janvier 1962. 

## Membres
Ses membres sont : 
- Aníbal Portillo (toute la période)
- Feliciano Avelar (toute la période)
- José Antonio Rodríguez Porth (jusqu'au 6 avril 1961)
- José Francisco Valiente (jusqu'au 6 avril 1961)
- Julio Adalberto Rivera (jusqu'au 11 septembre 1961)
- Mariano Castro Morán (à partir du 11 septembre 1961)